# Fórnoles
Fórnoles (Fórnols de Matarranya o Fórnols en catalán) es una localidad y municipio de la provincia de Teruel, comunidad de Aragón, España, en la comarca de Matarraña. Tiene una población de 75 habitantes (INE 2018) y tiene una extensión de 32,5 km².

## Geografía
Perteneciente a la comarca de Matarraña, se sitúa a 170 kilómetros de la capital provincial, Teruel. El término municipal está cruzado por la carretera nacional N-232 entre los puntos kilométricos 106 y 112, además de por otras carreteras locales que permiten la comunicación con La Portellada y Belmonte de San José. 
Situado en el sector de levante del Matarraña, en la zona montañosa que separa los valles del Guadalope y del Matarraña (941 m de altitud máxima, en el extremo meridional del término), que forma la cabecera del barranco de Les Canals. En su término abundan las extensiones de pinares de pino carrasco, y matorral. Entre los árboles del municipio hay localizados varios catalogados de monumentales, como el conjunto de cipreses (Cupressus sempervirens) del santuario Montserrat. Un buen lugar para observar unas formaciones típicas mediterráneas es la confluencia de los valles de Estopiñá y el valle de les Canals. Allí tenemos pinar de carrasca y matorral mediterráneo, con ejemplares de roble pequeño y especies de ribera (sauces, chopos, fresnos) ...).
El relieve del municipio es abrupto e irregular, con numerosos barrancos, entre los que destaca el barranco de las Canales. La altitud oscila entre los 930 metros en el extremo suroccidental y los 520 metros a orillas del barranco de las Canales, al noreste. El pueblo se alza a 706 metros sobre el nivel del mar. Limita con los municipios de La Codoñera, Valjunquera, La Fresneda, Belmonte de San José, La Portellada y Ráfales.
La agricultura, en el fondo de los valles, es predominantemente de secano y está dedicada sobre todo a los olivos.

## Historia

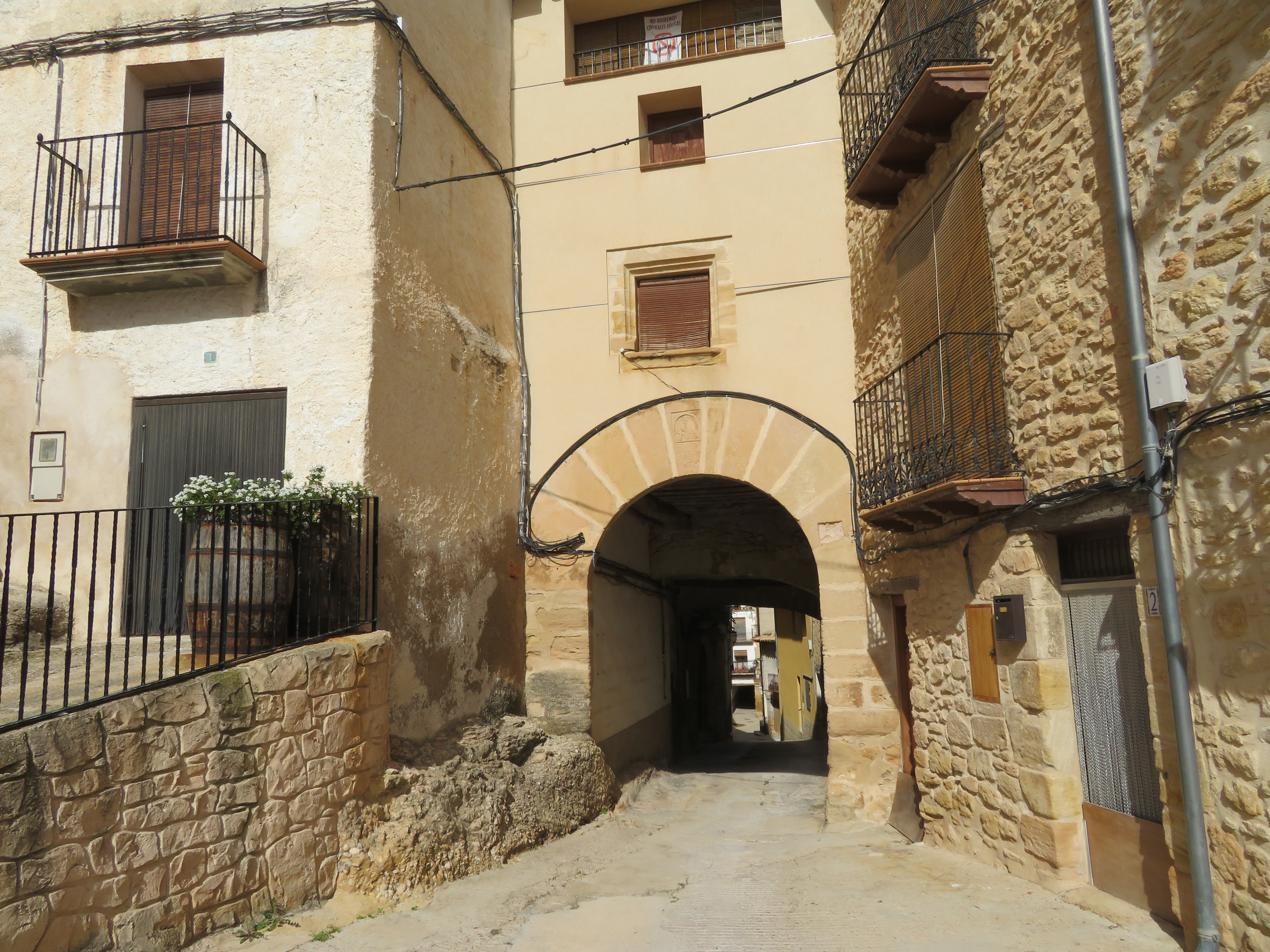
Murallas de Fórnoles. Portal del Collado

El nombre de "Fórnols" se encontró en varios documentos medievales como "Fornos", derivando del latín "furnulos", es decir, 'horno'. Puede que provenga de las antiguas cuevas en forma de horno que se sitúan por los alrededores del municipio. El escudo de la localidad da fe de ello al representar un antiguo horno de cal. El pueblo de Fórnoles estuvo durante muchos siglos vinculada a la orden de Calatrava, formando parte de la orden de Calatrava de Monroyo, y hasta el siglo XIV fue una aldea agregada de aquella villa.
En el año 1337 Pedro III el Ceremonioso le concedió el título de villa, pero el 8 de agosto de 1397 el consejo de la villa firmó un pacto con Penarroja por el cual el término y la villa quedaban integrados dentro de aquél pueblo, a pesar de no tener ningún límite común, renunciando a tener consejo propio, jurados, mostasafos y otros cargos de villa.
En 1608 Felipe III concedió la segregación, pero el consejo de Peñarroya apeló la decisión real. Durante la Guerra de los Segadores la villa soportó el alojamiento de los soldados. En 1647 se registró una fuerte sequía y dos años después, en 1649, se recibieron noticias de la existencia de brotes de peste en la región, especialmente en Alcañiz.
Su castillo, del que se conservan escasos restos, se elevaba en la parte más alta de la loma sobre la que se asienta el pueblo. Aunque toda la villa estuvo amurallada, el único portal de muralla que todavía queda en pie está semioculto bajo una edificación.

## Demografía
Fórnoles cuenta con una población de 72 habitantes (INE 2024).
| Gráfica de evolución demográfica de Fórnoles entre 1842 y 2021 |
| |
| Población de derecho según los censos de población del INE Población de hecho según los censos de población del INEEntre el censo de 1991 y el anterior, aparece este municipio porque se segrega del municipio 44108 (La Fresneda) Entre el censo de 1981 y el anterior, este municipio desaparece porque se integra en el municipio 44108 (La Fresneda) |

## Administración y política
| Período   | Alcalde                          | Partido          |  |
| --------- | -------------------------------- | ---------------- |  |
| 1979-1983 | José Cases Bel                   | Ind.             |  |
| 1983-1987 |                                  |                  |  |
| 1987-1991 |                                  |                  |  |
| 1991-1995 |                                  |                  |  |
| 1995-1999 | Luis Eulogio Ferrer Ferreó       | Partido Aragonés |  |
| 1999-2003 |                                  |                  |  |
| 2003-2007 |                                  |                  |  |
| 2007-2011 |                                  |                  |  |
| 2011-2015 | Melchor Ernesto Serrat Conchello | PP de Aragón     |  |
| 2015-2019 |                                  |                  |  |
| 2019-2023 | Daniel Ferrer Sorolla            | Partido Aragonés |  |

| Partido político    | Partido político                                   | 2003   | 2007   | 2011   | 2015   |
| Partido político    | Partido político                                   | Ediles | Ediles | Ediles | Ediles |
|                     | Partido Popular de Aragón (PP)                     | 4      | 4      | 4      | 2      |
|                     | Partido Aragonés (PAR)                             | 1      | 1      | 1      | 1      |
|                     | Partido de los Socialistas de Aragón (PSOE-Aragón) | —      | —      | —      | —      |
|                     | Chunta Aragonesista (CHA)                          | —      | —      | —      | —      |
| Total de concejales | Total de concejales                                | 5      | 5      | 5      | 3      |

## Fiestas y eventos culturales
- 3 de febrero, San Blas.Calle del pueblo

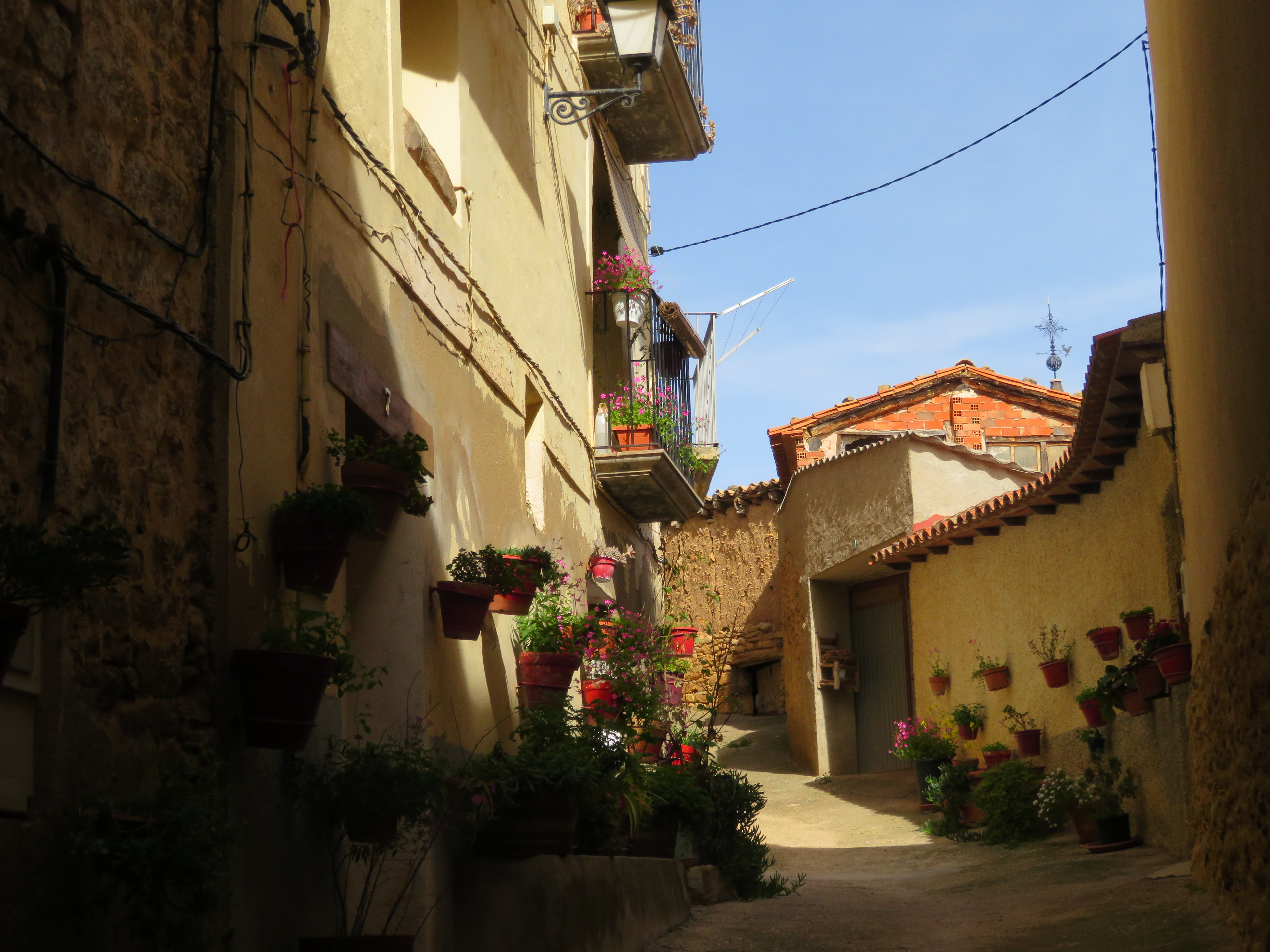
Calle del pueblo

- 15 de agosto, fiestas de la Virgen de Agosto.Panorámica urbana

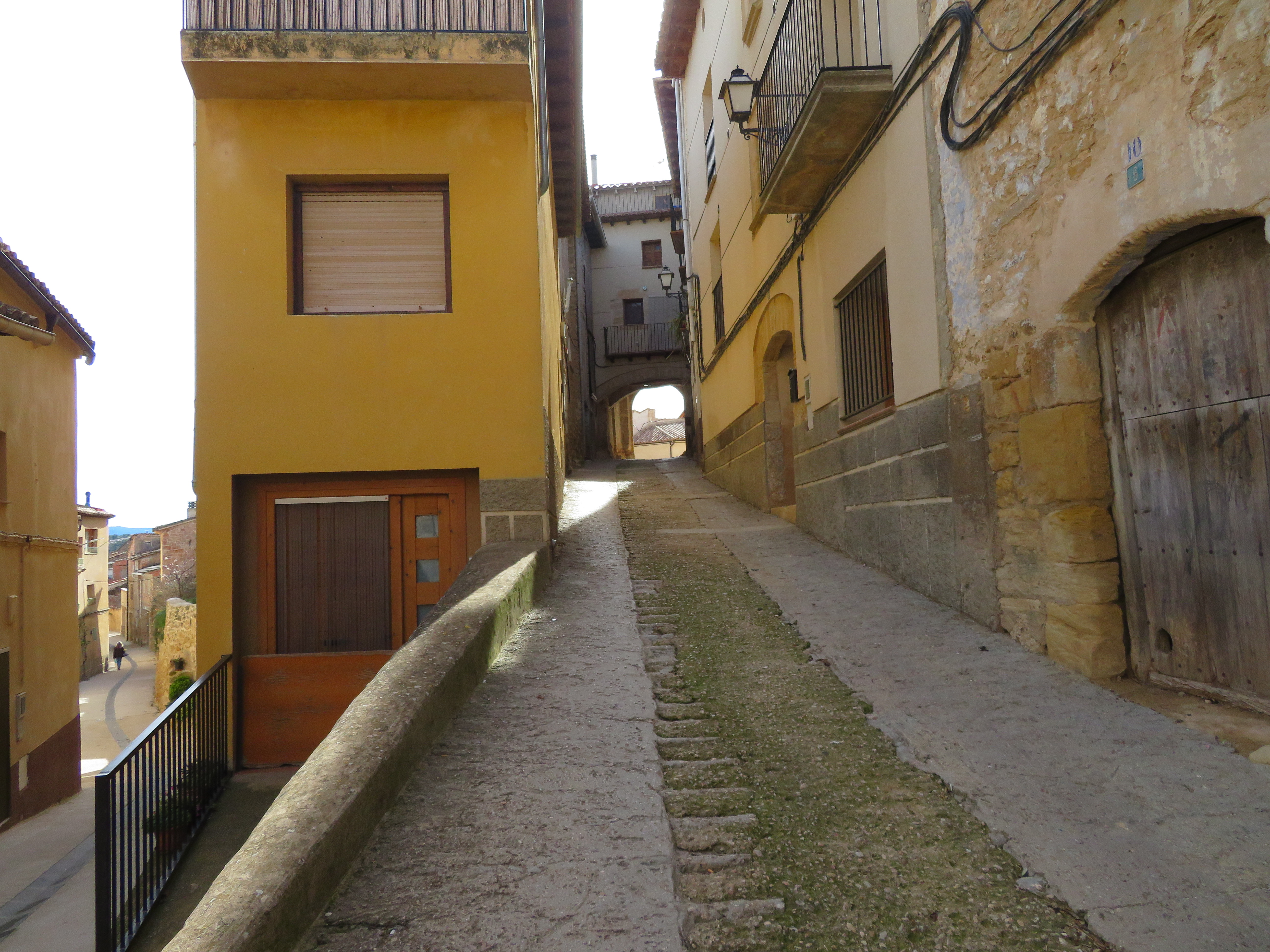
Panorámica urbana

- Segundo domingo de mayo, Romería al Santuario de Montserrat, a la que acuden no sólo de Fórnoles sino también Valldealgorfa, Castelserás, Torrecilla de Alcañiz, Valjunquera, Valle del Tormo, Torrevilella, Codoñera, Belmonte de San José y Ráfales. Esta romería comarcal, que congrega a pueblos del Mezquí y del Matarraña, recuerda el hecho sorprendente de que el mismo día de 1521, sin avisarse unos a otros, acudieron todos los pueblos a la vez en rogación al santuario para pedir agua. A esta ermita también se la conoce con el nombre de Santa Mónica, pues la tradición cuenta que la Virgen se apareció en el pastor el día de la festividad de la santa.

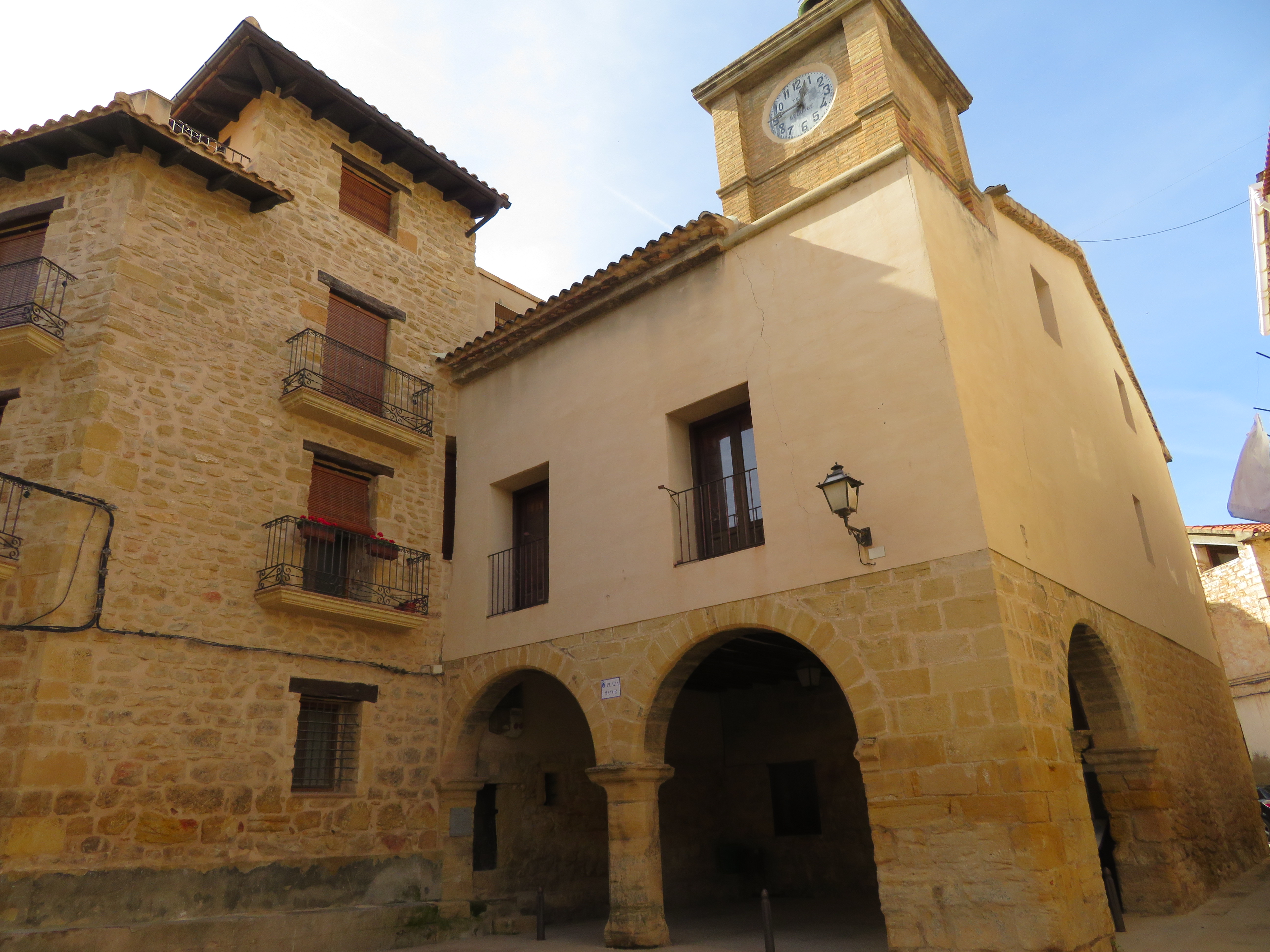
Ayuntamiento

## Personas destacadas

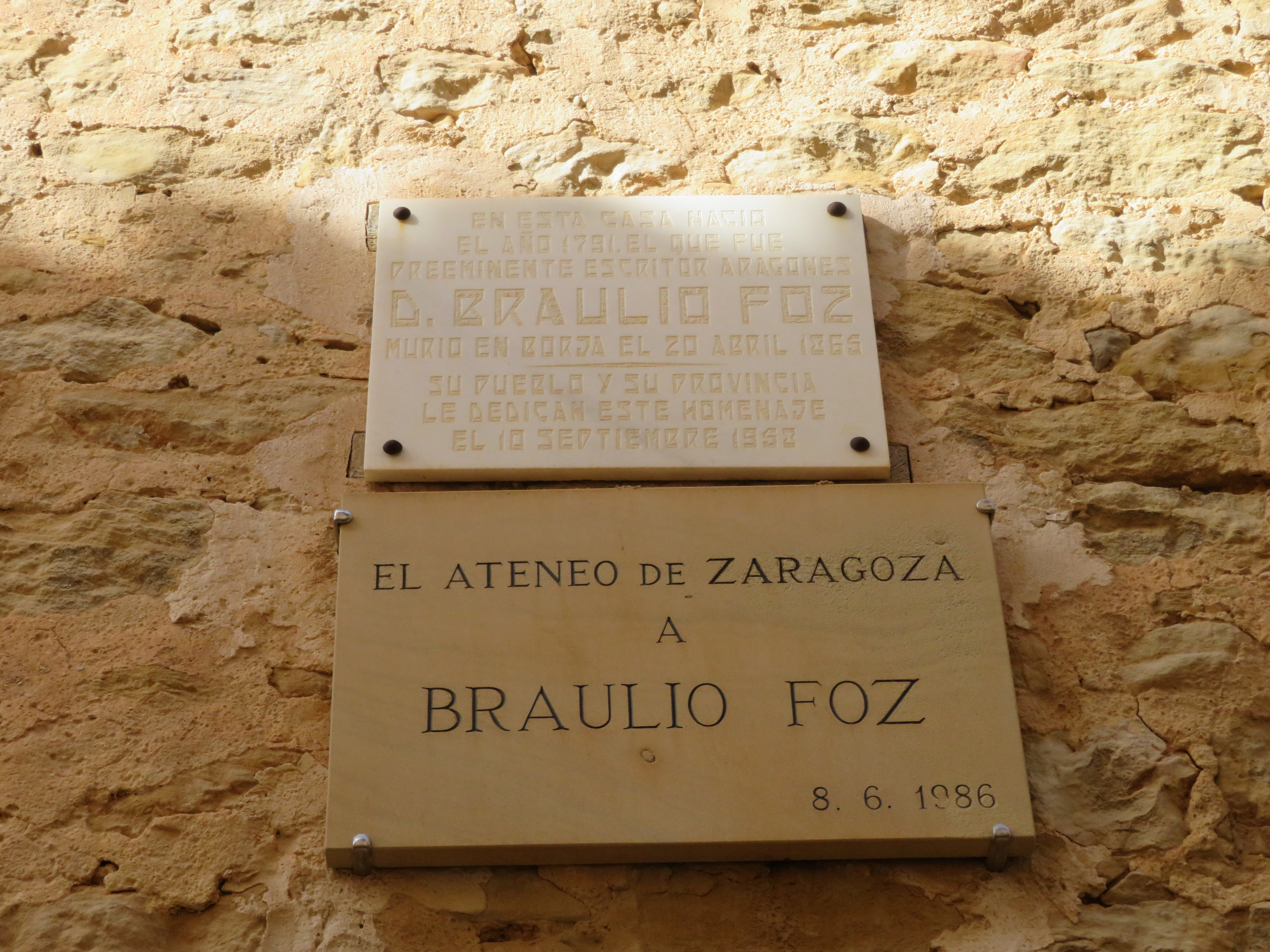
Casa natal del escritor Braulio Foz Burges

Fórnoles es el pueblo natal de Andrés Piquer, famoso catedrático de medicina que fue médico Real de Fernando VI en 1752. Como recompensa a los numerosos años al servicio, el monarca financió en Fórnoles la construcción de la iglesia con la torre más alta de toda la provincia.
Fórnoles vio nacer al escritor Braulio Foz, autor de La Vida de Pedro Saputo editada en 1844. En julio de 2006 se inauguró en Fórnoles un centro de visitantes dedicado a este literato en su casa natal, tras llevar a cabo una cuidada labor de rehabilitación.